# Patrik Karlsson (klassisk gitarrist)
Patrik Karlsson, född 24 februari 1975 i Markaryd, är en svensk gitarrist och lutenist.
Karlsson började spela klassisk gitarr vid 10 års ålder och debuterade som solist i Helsingborg när han var 17 år. Han har uruppfört närmare 80 kammarmusikverk. Patrik Karlsson spelar även luta, elgitarr, barockgitarr och mandolin. Han har samarbetat bland annat med tidigmusiksopranen Maria Keohane, friformsångerskan Lindha Kallerdahl, gitarristen Anne-Mette Skovbjerg i Duo con Forza, blockflöjtisten Katarina Widell i EN.D.E, Basho-Ensemblen och gitarristen Mats Bergström. 
Patrik Karlsson arrangerade stråkar och skrev en komposition till progoressiva hårdrocksbandet Vindictivs skiva - Ground Zero, han medverkar även som musiker tillsammans med sin ensemble EN.D.E, barockviolinisten Ann Wallström och slagverkaren Leif Karlsson.

## Diskografi
- 2002 - O Plithyntikos arithmos
- 2009 - Sviter vid Söderåsen
- 2009 - Ground Zero
- 2009 - Moose Imitating Moss

### Kompositioner
- 2002 - Barcaroll
- 2003 - Blåskvintett
- 2003 - The Gurgel Song
- 2004 - Variationer över Re-Sepp-Ten av Dodo and the Dodos
- 2009 - Canon on a theme by Stefan Lindström

### Filmmusik
- 2007 - Slag